# Monmouth Township (Iowa)
Die Monmouth Township ist eine von 18 Townships im Jackson County im Osten des US-amerikanischen Bundesstaates Iowa. Das U.S. Census Bureau hat bei der Volkszählung 2020 eine Einwohnerzahl von 538 ermittelt.

## Geografie
Die Monmouth Township liegt im Osten von Iowa rund 50 km westlich des Mississippi, der die Grenze zu Illinois bildet. Die Grenze zu Wisconsin befindet sich rund 55 km nordnordöstlich.
Die Monmouth Township liegt auf 42°04′35″ nördlicher Breite und 90°50′27″ westlicher Länge und erstreckt sich über 93,2 km². Im Nordosten wird die Township vom südlichen Arm des Maquoketa River durchflossen, einem rechten Nebenfluss des Mississippi.
Die Monmouth Township liegt im äußersten Südwesten des Jackson County. Sie grenzt im Süden an das Clinton und im Westen an das Jones County. Innerhalb des Jackson County grenzt die Monmouth Township im Norden an die Brandon Township, im Nordosten an die Farmers Creek Township und im Osten an die South Fork Township.

## Verkehr
Durch die Monmouth Township verläuft in westöstlicher Richtung der Iowa Highway 64. Alle weiteren Straßen sind entweder County Roads oder weiter untergeordnete und zum Teil unbefestigte Fahrwege.
Der nächstgelegene Flugplatz ist der rund 4 km östlich der Township gelegene Maquoketa Municipal Airport; die nächstgelegenen größeren Flughäfen sind der rund 90 km südlich gelegene Quad City International Airport sowie der rund 90 km westlich gelegene Eastern Iowa Airport in Cedar Rapids.

## Bevölkerung
Bei der Volkszählung im Jahr 2010 hatte die Township 576 Einwohner. Neben Streubesiedlung existieren in der Monmouth Township folgende Siedlungen:
Citys
- Baldwin
- Monmouth

Unincorporated Communities
- Millrock
- Nashville